# Michaił Somow
Michaił Michajłowicz Somow (ros. Михаил Михайлович Сомов; ur. 25 marca?/7 kwietnia 1908 w Moskwie, zm. 30 grudnia 1973 w Leningradzie) – radziecki oceanolog, badacz polarny, zastępca dyrektora Arktycznego Instytutu Naukowo-Badawczego, Bohater Związku Radzieckiego (1952).

## Życiorys
W 1937 ukończył Moskiewski Instytut Hydrometeorologiczny i został pracownikiem naukowym Centralnego Instytutu Pogody, później starszym hydrologiem Naukowo-Badawczego Instytutu Arktyki w Leningradzie, gdzie uczył się na aspiranturze. W 1939 wziął udział w pierwszej wyprawie na Północną Drogę Morską na wschód i z powrotem, lato i jesień 1940 spędził na lodołamaczu „Fiodor Litke”.
Od listopada 1941 służył w Armii Czerwonej, uczestniczył w wojnie z Niemcami, pracował w sztabie białomorskiej flotylli wojennej, wiosną 1942 został oficerem sztabu operacji morskich zachodniego sektora Arktyki (Dikson), w 1943 został przeniesiony do rezerwy w stopniu kapitana.
W 1945 obronił pracę kandydacką w Arktycznym Instytucie Naukowo-Badawczym, w październiku 1945 wziął udział w przelocie nad Biegunem Północnym zorganizowanym przez Arktyczny Instytut Naukowo-Badawczy, 1948–1949 brał udział w kosztownych ekspedycjach „Siewier-2” i „Siewier-4”, kierując w nich grupami naukowymi, od kwietnia 1950 do kwietnia 1951 był szefem dryfującej stacji polarnej „Siewiernyj Polus-2”. W 1951 objął funkcję zastępcy dyrektora Arktycznego Instytutu Naukowo-Badawczego, 1955–1957 i 1962–1964 kierował pierwszą, ósmą i dziewiątą radziecką ekspedycją antarktyczną. Przyczynił się do otwarcia (13 lutego 1956) pierwszego radzieckiego antarktycznego obserwatorium eksperymentalnego Mirnyj. Od 1952 należał do KPZR, w 1954 otrzymał stopień doktora nauk geograficznych.
Odkrył trzy zatoki, półwysep i jezioro. W 1945 nadano mu tytuł "Honorowy Polarnik". Jego nazwiskiem nazwano Morze Somowa.

## Odznaczenia
- Złota Gwiazda Bohatera Związku Radzieckiego (14 stycznia 1952)
- Order Lenina (trzykrotnie: 1949, 1951 i 1957)
- Order Czerwonego Sztandaru Pracy
- Order Czerwonej Gwiazdy (1945)
- Medal „Za obronę Radzieckiego Obszaru Podbiegunowego”

I inne.